# Chromolaena callilepis
Chromolaena callilepis là một loài thực vật có hoa trong họ Cúc. Loài này được (Sch.Bip. ex Baker) R.M.King & H.Rob. mô tả khoa học đầu tiên năm 1970.